# Mr. Vain
Mr. Vain ist ein Lied der Dancefloor-Band Culture Beat, das 1993 zum Nummer-eins-Hit wurde.

## Inhalt
Geschrieben wurde der Titel von Jeff Carmichael (Jay Supreme), Nosie Katzmann und Steven Levis produziert von Torsten Fenslau, der noch im Jahr der Veröffentlichung bei einem Autounfall ums Leben kam. Die Strophen werden von Jay Supreme gesungen, der Refrain von Tania Evans. Der Text handelt von einem Mann, der davon überzeugt ist, dass ihn Frauen auf der ganzen Welt sexuell attraktiv finden.

## Kommerzieller Erfolg

### Chartplatzierungen
Mr. Vain wurde am 16. April 1993 veröffentlicht.
Der Titel war 1993 die meistverkaufte Single in Europa. Im damals typischen Stil des Eurodance schaffte der Song zunächst in Deutschland den Durchbruch und kletterte dann den Sommer hindurch in zwölf Ländern an die Spitze der Charts. Der Song erreichte im August 1993 in den britischen Singlecharts Platz eins und kletterte bis auf Platz 17 der Billboard Hot 100.
| ChartsChartplatzierungen       | Höchstplatzierung | Wochen |
| ------------------------------ | ----------------- | ------ |
| Deutschland (GfK)              | 1 (33 Wo.)        | 33     |
| Österreich (Ö3)                | 1 (15 Wo.)        | 15     |
| Schweiz (IFPI)                 | 1 (19 Wo.)        | 19     |
| Vereinigte Staaten (Billboard) | 17 (20 Wo.)       | 20     |
| Vereinigtes Königreich (OCC)   | 1 (15 Wo.)        | 15     |

| ChartsJahrescharts (1993) | Platzierung |
| ------------------------- | ----------- |
| Deutschland (GfK)         | 4           |
| Österreich (Ö3)           | 10          |
| Schweiz (IFPI)            | 11          |

Noch im selben Jahr erschien eine Neuabmischung von Mr. Vain. Während die Verkäufe des Remixes in den meisten Ländern zu denen der Standardversion addiert wurden, erreichte das Lied in der Schweiz separat die Top 10 der Charts.
| ChartsChartplatzierungen | Höchstplatzierung | Wochen |
| ------------------------ | ----------------- | ------ |
| Schweiz (IFPI)           | 10 (10 Wo.)       | 10     |

Im Jahr 2003 erschien eine weitere Version unter dem Titel Mr. Vain Recall (u. a. mit dem für die Chartplatzierung wichtigen Remix von CJ Stone).
| ChartsChartplatzierungen     | Höchstplatzierung | Wochen |
| ---------------------------- | ----------------- | ------ |
| Deutschland (GfK)            | 7 (10 Wo.)        | 10     |
| Österreich (Ö3)              | 8 (12 Wo.)        | 12     |
| Schweiz (IFPI)               | 46 (5 Wo.)        | 5      |
| Vereinigtes Königreich (OCC) | 51 (1 Wo.)        | 1      |

| ChartsJahrescharts (2003) | Platzierung |
| ------------------------- | ----------- |
| Deutschland (GfK)         | 86          |

### Auszeichnungen für Musikverkäufe
Quellenangaben zufolge verkaufte sich das Lied weltweit über 4,5 Millionen Mal.
| Land/Region                  | Auszeichnungen für Musikverkäufe (Land/Region, Auszeichnung, Verkäufe) | Verkäufe  |
| ---------------------------- | ---------------------------------------------------------------------- | --------- |
| Australien (ARIA)            | Platin                                                                 | 70.000    |
| Dänemark (IFPI)              | Gold                                                                   | 45.000    |
| Deutschland (BVMI)           | 2× Platin                                                              | 1.000.000 |
| Frankreich (SNEP)            | Silber                                                                 | 125.000   |
| Niederlande (NVPI)           | Gold                                                                   | 50.000    |
| Norwegen (IFPI)              | Platin                                                                 | 20.000    |
| Österreich (IFPI)            | Gold                                                                   | 25.000    |
| Schweden (IFPI)              | Gold                                                                   | 25.000    |
| Schweiz (IFPI)               | Gold                                                                   | 25.000    |
| Vereinigte Staaten (RIAA)    | Gold                                                                   | 500.000   |
| Vereinigtes Königreich (BPI) | Gold                                                                   | 400.000   |
| Insgesamt                    | 1× Silber · 7× Gold · 3× Platin ·                                      | 2.260.000 |

## Coverversionen
- Im Juni 2008 veröffentlichte der Musikproduzent Nosie Katzmann die Originalversion des Songs in Form eines ruhigeren Gitarrenstücks.
- Die Pet Shop Boys spielten Mr. Vain auf ihrer DiscoVery Tour 1995 als Medley mit ihrem eigenen Song One in a Million. Das Ergebnis ist auch auf ihrer VHS/DVD Discovery (Live In Rio) zu sehen.
- Auch Die Lollies haben Mr. Vain auf ihren Live-Konzerten interpretiert.
- Auf dem Album Clockwork Udder der Grindcore-Band Milking the Goatmachine befindet sich die Coverversion Vain Killer.
- Alex Christensen hat auf seinem 2018 mit dem Berlin Orchestra produzierten Album Classical 90s Dance 2 eine Crossover-Version veröffentlicht.
- Das Musikprojekt um die Cartoon-Figur Spongebob Schwammkopf coverte das Stück in einer deutschsprachigen Version für Kinder mit dem Titel So ein schöner Stein für das Album Schwammtastisch.[27]